# Élisabeth Chaplin
Pour les articles homonymes, voir Chaplin.
Élisabeth Chaplin née le 17 octobre 1890 à Fontainebleau et morte le 28 janvier 1982 à Fiesole (Italie) est une peintre française.
Principalement active en Italie, elle est connue pour ses portraits et ses paysages toscans, dont la plupart se trouvent dans la collection de la galerie d'Art moderne du palais Pitti à Florence. Deux de ses autoportraits sont conservés dans la Collection d'autoportraits du Musée des Offices du corridor de Vasari.

## Biographie
Élisabeth Chaplin est originaire d'une famille de peintres et de sculpteurs. Sa mère Marguerite de Bavier-Chauffour, est poétesse et sculptrice. Son grand-père Charles Chaplin, d'origine anglaise est peintre et graveur, et avait dirigé des cours d'art pour femmes dans son atelier, comptant parmi ses élèves Mary Cassatt et Louise Jopling.
En 1900, la famille s'installe en Italie, d'abord dans la région du Piémont, puis à Savone en Ligurie. C'est là qu'elle commence à s'initier à la peinture. Lorsque la famille Chaplin s'installe à la villa Rossi de Fiesole en 1905, elle visite l'atelier de Francesco Gioli et rencontre le peintre Giovanni Fattori.
Les visites de Chaplin au musée des Offices ont été décisives. Elle y apprend en copiant les classiques. De 1905 à 1908, elle peint ses premières grandes toiles et en 1910 son Portrait de famille remporte une médaille d'or de la Société des beaux-arts de Florence. En 1916, elle s'installe avec sa famille à Rome, où elle demeurera jusqu'en 1922. Elle y rencontre le peintre et graveur français Albert Besnard (1849-1934), qui avait été nommé en 1913 directeur de la villa Médicis à Rome. Il devient l'un de ses mentors.
En 1914, elle participe à la Biennale de Venise et en 1922 au Salon de Paris. Elle se lie d'amitié avec l'écrivain André Gide et suit le peintre Maurice Denis, du mouvement nabi, qu'elle avait rencontré à Florence en 1912.
De 1922 à 1930, Chaplin vit à la villa Il Treppiede avec sa mère et sa compagne Ida Capecchi. Son neveu Robert Chaplin, jeune artiste prometteur, vit avec elles de 1927 jusqu'à sa mort en 1937. Exposant au Salon des artistes français, en 1923, elle obtient une bourse de voyage.
Chaplin réalise de nombreux portraits et peintures murales à cette époque. Elle fréquente les peintres Giovanni Fattori et Luigi Gioli, Francesco Gioli ainsi que le collectionneur Bernard Bereson.
Du milieu des années 1930 jusqu'au début des années 1950, Chaplin vit à Paris. Elle reçoit des commandes pour la réalisation de tapisseries décoratives (1936-1937) et de peintures murales pour des églises parisiennes comme l'église du Saint-Esprit. Elle remporte une médaille d'or à l'Exposition universelle de 1937 à Paris,,,,,.
Au début des années 1950, elle retourne définitivement à la villa Il Treppiede à Fiesole où elle continue à peindre des paysages et des portraits jusqu'à sa mort en 1982.
Au cours de sa vie, plusieurs rétrospectives de son œuvre ont eu lieu à Florence : au palais Strozzi en 1946, à l'Académie des arts et du design en 1956 et à l'Institut de France en 1965.
En 1946, le musée des Offices acquiert trois des tableaux de l'artiste qui a également fait don de son Autoportrait avec un parapluie vert pour la galerie des autoportraits du corridor de Vasari.
Chaplin fait don à la Ville de Florence de l'ensemble de ses œuvres et de celles de sa mère et de son neveu. Quinze de ses peintures sont exposées à la galerie d'Art moderne du palais Pitti, et près de 700 peintures et esquisses y sont conservées.
Plusieurs de ses œuvres sont exposées à la galerie nationale d'Art moderne et contemporain de Rome.
En 1993, une rétrospective de son œuvre a lieu au Palazzo Vecchio à Florence,.